# Топкино
Топкино — упразднённое село в Башмаковском районе Пензенской области России. Входило в состав Сосновского сельсовета. Исключено из учётных данных в 2008 г.

## География
Располагалось в 15 км к северу от центра сельсовета села Сосновка, в верховье реки Ушинка.

## Население
| год       | 1864 | 1877 | 1911 | 1926 | 1930 | 1939 | 1959 | 1979 | 1989 | 1996 | 2004 |
| --------- | ---- | ---- | ---- | ---- | ---- | ---- | ---- | ---- | ---- | ---- | ---- |
| население | 145  | 186  | 291  | 299  | 341  | 200  | 155  | 73   | 23   | 14   | 3    |

## История
Основано в начале XIX века как поселение государственных крестьян. В 1930-е годы центр Топкинского сельсовета, центральная усадьба колхоз имени Жданова..